# 郭原乡
郭原乡，是中华人民共和国甘肃省庆阳市镇原县下辖的一个乡镇级行政单位。

## 行政区划
郭原乡下辖以下地区：
王沟圈村、郭原村、唐洼村、毛庄村、王咀村、景原村、西杨村和寺沟村。